# Четвёртый мужчина
«Четвёртый мужчина» (нидерл. De vierde man) — кинофильм Пола Верховена. Снят в Нидерландах в 1983 году по мотивам одноимённой повести 1981 года Герарда Реве.

## Сюжет
Писатель Герард Реве (Краббе́) — персонаж, разрываемый противоречиями: бисексуал, тяжело страдающий от алкоголизма и навязчивых идей, но считающий себя при этом убеждённым католиком. Отправившись однажды по приглашению литературного клуба во Флиссинген, на вокзале Амстердама чувствует непреодолимое влечение к мужчине, случайно встреченному на перроне. В клубе писатель представлен Кристине Халсслаг (Саутиндейк), богатой, молодой, но уже трижды овдовевшей даме, работающей в собственной парикмахерской. Легко сойдясь, этой же ночью они вступают в интимные отношения. Утром Реве случайно замечает фотографию близкого друга Кристины Германа (Хоффман) и узнаёт в нём пассажира с амстердамского вокзала. Несмотря на предостерегающие видения, увлечённый страстью, он добивается знакомства с Германом. Реве находит в доме Халсслаг любительские киноплёнки, относящиеся ко времени трёх её  замужеств. Их просмотр заставляет его сомневаться, что гибель каждого из бывших мужей была случайной. 
В соответствии с надписями на урнах в семейном склепе, мадам Халсслаг потеряла предыдущих мужей при следующих обстоятельствах: Ге Вердони (1950—1972) — растерзан львом; Йохан Вердейз (1948—1975) — погиб из-за нераскрывшегося парашюта; Хенк Ландерс (1946—1978) — разбился на скоростном катере.
Во время романтического уикенда в гостях у Кристины в больном воображении Герарда возникает предчувствие: он или Герман станет четвёртым мужчиной мадам Халсслаг — четвёртой жертвой предполагаемой «чёрной вдовы»? Герард пытается донести свои мрачные предчувствия до Германа, но тот отмахивается от него. Увы!

## В ролях
- Йерун Краббе — Герард Реве
- Рене Саутендейк — Кристина Халсслаг
- Том Хоффман — Герман
- Дольф де Врис — доктор де Врис
- Гиирт де Йон — Риа

## Награды
- 1983 год — Кинофестиваль в Торонто, приз критиков за лучшую режиссуру;
- 1984 год — Ассоциация кинокритиков Лос-Анджелеса, приз лучшему зарубежному фильму;
- 1984 год — Фестиваль фантастического кино в Авориазе, специальный приз жюри за режиссуру.[2]

## Отзывы критиков
- «А. В. Клуб» агентства The Onion: «„Четвёртый мужчина“ начинается как превосходный триллер Хичкока, чтобы неожиданно перетечь в сюрреалистическую комедию, свойственную как Бунюэлю, так и Хичкоку. Присутствием загадочной блондинки-соблазнительницы, бисексуального писателя, аурой высочайшей развращённости фильм во многом предвосхищает „Основной инстинкт“»[3].
- Джеймс Ньюман, кинообозреватель портала ImagesJournal.com: «Верховен снимает фильм, используя целый поток готических образов. Имя на ленте (поминального венка) у гроба складывается в его имя Герард. Женщина чистит яблоко и кожура опускается на голову её сына как нимб (превращая её в Деву Марию, а её сына — в младенца Иисуса). <…>Но эти образы — банальная ерунда по сравнению с главным виде́нием Герарда: он представляет полноразмерное распятие с красивым дружком Кристины вместо Христа. <…> Надпись над входом в салон красоты гласит „Sphinx“, но две неоновые буквы, мерцая, гаснут, в результате чего читается слово „Spin“, что по-французски — „паук“»[4].